# Clément Mierassa
Clément Mierassa (parfois orthographié Miérassa), né en 1949, est un homme politique de République du Congo ; il est le président du Parti social-démocrate congolais (PSDC) depuis 1990. Il a été ministre du Commerce de 1991 à 1992 et ministre du Développement industriel de 1992 à 1993. Il a été candidat aux élections présidentielles de 1992 et 2009, mais n'y a recueilli qu'un très faible pourcentage des voix.

## Biographie

### Du monopartisme à la Conférence nationale
Économiste et statisticien de profession, Clément Mierassa appartient à l'ethnie téké. De 1977 à 1984, pendant le monopartisme, il est le directeur du Centre national de la statistique et des études économiques. Lors du congrès du parti unique, le Parti congolais du travail (PCT), qui se tient du 27 au 31 juillet 1984, il fait partie du secrétariat du comité central, où il est le seul Téké. Il en est exclu lors d'une session plénière du comité central, du 24 au novembre 1986, lorsqu'il est décidé de réduire le secrétariat de onze à huit membres.
Avec trois cents autres personnalités congolaises, Miérassa signe une pétition publiée le 7 juillet 1990, dans laquelle le président Denis Sassou-Nguesso est appelé à réunir une conférence nationale en vue de réformes politiques. Au cours de la semaine qui suit, le gouvernement annonce qu'un complot visant à renverser Sassou-Nguesso a été découvert ; Mierassa, ainsi qu'un autre signataire de la pétition, Auguste-Célestin Gongarad Nkoua, sont arrêtés. La tentative de coup d'État est appelée le « complot téké » en raison de l'identité des comploteurs. Le gouvernement insiste dans des déclarations publiques sur le fait que ces arrestations sont liées à la tentative de coup d'État, et non à la pétition.
Mierassa est libéré au bout de quelques semaines, et s'engage alors ouvertement dans l'opposition au régime de parti unique. Il fonde un nouveau parti politique, le Parti social-démocrate congolais (PSDC). Aussitôt après la restauration du multipartisme, il demande au ministre de l'Administration territoriale la reconnaissance légale du PSDC le 30 septembre 1990 ; d'après lui, son parti aurait été le quatrième (PCT non compris) à s'enregistrer auprès du gouvernement.
Au terme de la Conférence nationale souveraine qui se tient de février à juin 1991, Mierassa est nommé ministre du Commerce et des PME dans le gouvernement de transition du Premier ministre André Milongo ; il reste à ce poste jusqu'en 1992.

### Clément Mierassa sous la présidence de Pascal Lissouba
Le 11 mai 1992, Mierassa annonce qu'il sera le candidat du PSDC à l'élection présidentielle d'août 1992. Il n'obtient qu'un nombre très réduit de suffrages, et réalise un score de 0,67 %, ce qui le place au dixième rang,,. Il obtient 4,8 % des suffrages dans le département des Plateaux, son score est négligeable dans le reste du pays,. Au second tour, il soutient Bernard Kolélas, le candidat du Mouvement congolais pour la démocratie et le développement intégral (MCDDI), mais celui-ci est battu par Pascal Lissouba, le candidat de l'Union panafricaine pour la démocratie sociale (UPADS). Le MCCDI, le PSDC et cinq autres parties forment le 27 août 1992 une coalition d'opposition, l'Union pour le renouveau démocratique (URD).
Après l'installation de Pascal Lissouba à la présidence, le PCT, qui l'avait soutenu dans un premier temps, passe dans le camp de l'opposition. L'URD et le PCT contrôlent une majorité de sièges à l'Assemblée nationale, et cherchent à faire nommer Premier ministre la principale figure de l'opposition, Bernard Kolélas. Mierassa rencontre Lissouba le 9 novembre 1992 pour lui demander de nommer Kolélas, mais le président refuse, et préfère dissoudre l'Assemblée nationale quelques jours plus tard. Cette décision provoque une crise politique, résolue par la formation le 25 décembre 1992 d'un gouvernement d'union nationale dominé par l'opposition, sous la conduite du Premier ministre Claude Da Costa. Dans ce gouvernement, Mierassa est ministre du Développement industriel, de la Pêche et de l'Artisanat,.
En apaisant la coalition URD-PCT, le gouvernement Da Costa est censé stabiliser la situation politique et offrir les conditions appropriées à l'organisation d'élections législatives anticipées. Celles-ci ont lieu en mai 1993, mais leur résultat suscite des controverses : la coalition soutenant Lissouba arrive en tête au premier tour, ce qui amène la coalition URD-PCT à dénoncer des fraudes et à boycotter le second tour. Le 10 juin 1993, quatre jours après la tenue du second tour, Mierassa demande à la Cour suprême de se prononcer sur la légalité de l'élection. La Cour estime que la publication des résultats du premier tour et l'organisation du second tour sont entachées d'illégalité. Le président Lissouba nomme néanmoins un nouveau gouvernement sur la base de sa majorité parlementaire, mais la coalition URD-PCT refuse de l'accepter. S'ensuit une longue période de violence politique ; malgré la tenue d'un nouveau second tour le 3 octobre 1993, les troubles se poursuivent pendant l'année 1994, faisant au total environ 2 000 victimes.
Le 10 juin 1997, quelques jours après le déclenchement de la guerre civile de 1997, Mierassa est arrêté par des soldats fidèles au président Lissouba. D'après certains témoignages, il aurait été torturé et son exécution aurait été ordonnée puis annulée par une autorité supérieure.

### De la guerre civile à l'élection présidentielle de 2009
Denis Sassou-Nguesso l'emporte au terme de la guerre civile, et chasse Pascal Lissouba du pouvoir en octobre 1997. Miérassa reste à la tête du PSDC au cours des années qui suivent. Le 24 février 2007, le PSDC appelle à l'établissement d'une commission nationale électorale indépendante qui serait chargée de superviser l'élection législative de juin 2007. Il appelle également à ce que l'élection soit préparée sur la base du consensus, avec la participation de toutes les parties, et demande aux hommes politiques de « rejeter la logique de guerre ». Le 23 mars 2007, Miérassa prend part à un meeting des partis d'opposition, à l'issue duquel est rendu public un communiqué en faveur de l'instauration d'une commission indépendante ayant l'entière maîtrise des opérations électorales. Il est désigné pour prendre la tête d'un comité technique, chargé de recueillir des avis à ce sujet auprès des partis d'opposition et de ceux qui soutiennent le président Sassou-Nguesso, pour que ces avis soient soumis au gouvernement.
Miérassa et plusieurs autres cadres de l'opposition continuent au cours des mois qui suivent d'exiger la création d'une nouvelle commission électorale ; ils se réunissent le 25 mai 2007 pour appeler au boycott de l'élection si cette exigence n'est pas satisfaite. Ils insistent sur le fait qu'une loi mettant à jour le code électoral a été votée par le Parlement mais n'a pas encore été promulguée par le président, et critiquent la convocation d'une élection régie par une loi obsolète. En juin 2007, lorsque l'élection a lieu, Mierassa est président du Collectif des partis et des associations politiques de l'opposition et du centre.
Après la tenue de l'élection, le PSDC participe à la création d'une coalition d'opposition, l'Alliance pour la démocratie et la République (ARD). Mierassa y joue un rôle majeur ; il préside la session d'ouverture de la coordination nationale de l'ARD en octobre 2007, et en est élu président. C'est en cette qualité qu'il tient une conférence de presse à la mi-mai 2008, aux côtés du chef de file d'une autre coalition d'opposition, l'Alliance pour une nouvelle République de Pascal Tsaty Mabiala, pour exiger que le gouvernement retire un décret fixant le délai pour la clôture des candidatures aux élections locales de 2008. Ils objectent qu'aucune date n'a été fixée pour ce scrutin et que les partis politiques n'ont pas été consultés pour l'établissement d'un calendrier. Mierassa accuse le gouvernement d'employer une tactique d'intimidation et insiste sur le fait que l'opposition ne menace pas de violences et ne protestera que par les moyens légaux si leur exigence est ignorée.
Lors d'une conférence de presse à Brazzaville le 6 septembre 2008, Mierassa annonce sa démission de la présidence de l'ARD et critique le discours sur l'état de la nation du président Sassou-Nguesso prononcé à l'occasion de la fête nationale. Il lui reproche de n'être disposé ni à ouvrir le dialogue avec l'opposition, ni à mettre en place une commission électorale vraiment indépendante, et de s'attarder sur une « liste grandiose de prétendues réalisations » en masquant « une réalité, celle d'un pays extrêmement riche dont les citoyens s'enfoncent de façon paradoxale dans la misère ».

### Depuis 2009
En février 2009, avec dix-sept autres chefs de partis d'opposition, Mierassa signe un accord qui crée un front uni en vue de l'élection présidentielle de juillet 2009. Il est désigné comme candidat du PSDC. Le 18 juin 2009 le Conseil constitutionnel valide quatorze candidatures, dont celle de Clément Mierassa ; il rejette en revanche la candidature d'Ange-Édouard Poungui, candidat de l'UPADS, le principal parti d'opposition congolais, parce qu'il n'a pas résidé au Congo de façon continue pendant deux ans,. Comme d'autres cadres du Front des partis de l'opposition congolaise (FPOC), Mierassa proteste contre cette décision, dont il conteste la validité.
Deux jours avant l'élection, Mierassa et cinq autres candidats (Mathias Dzon, Guy Romain Kinfoussia, Bonaventure Mizidy Bavoueza, Jean-François Tchibinda-Kouangou et Marion Mazimba Ehouango, appellent au report de l'élection, déclarant que les listes électorales sont faussées et incluent des personnes qui n'existent pas. Lors d'un meeting d'opposition le même jour - le 10 juillet 2009 - ces mêmes candidats appellent au boycott de l'élection. Le 15 juillet, des résultats provisoires sont annoncés et le président sortant l'emporte avec 78,61 % des voix, pour une participation de 66,42 % ; Mierassa se place en dixième position avec un score de 0,25 %. Le 17 juillet, aux côtés des cinq autres candidats, qui avaient appelé au boycott, il dénonce lors d'une conférence de presse le taux de participation officiel, qu'il juge absurde, estimant qu'il n'a pu être supérieur à 10 %, et en déduit que Denis Sassou-Nguesso n'a aucune légitimité populaire. Leur recours devant le Conseil constitutionnel est rejeté le 25 juillet.
Le 6 mars 2010, Clément Mierassa est élu pour succéder à Mathias Dzon comme président du FPOC.